# Walzenschrämlader

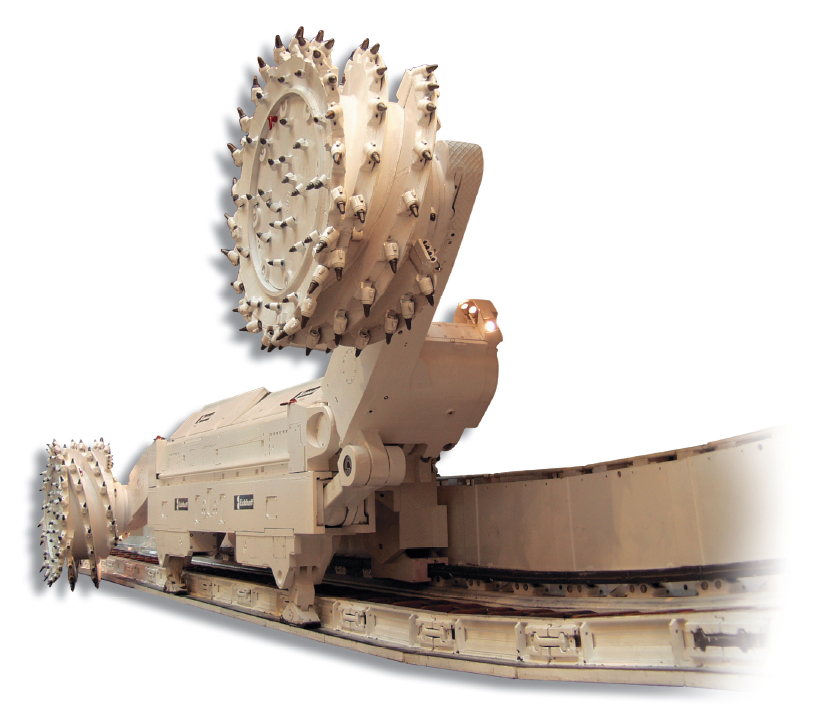
Ein Walzenschrämlader der neueren Generation.

Walzenschrämlader im Einsatz in einem Versuchsstreb, Blick auf die voreilende Walze.

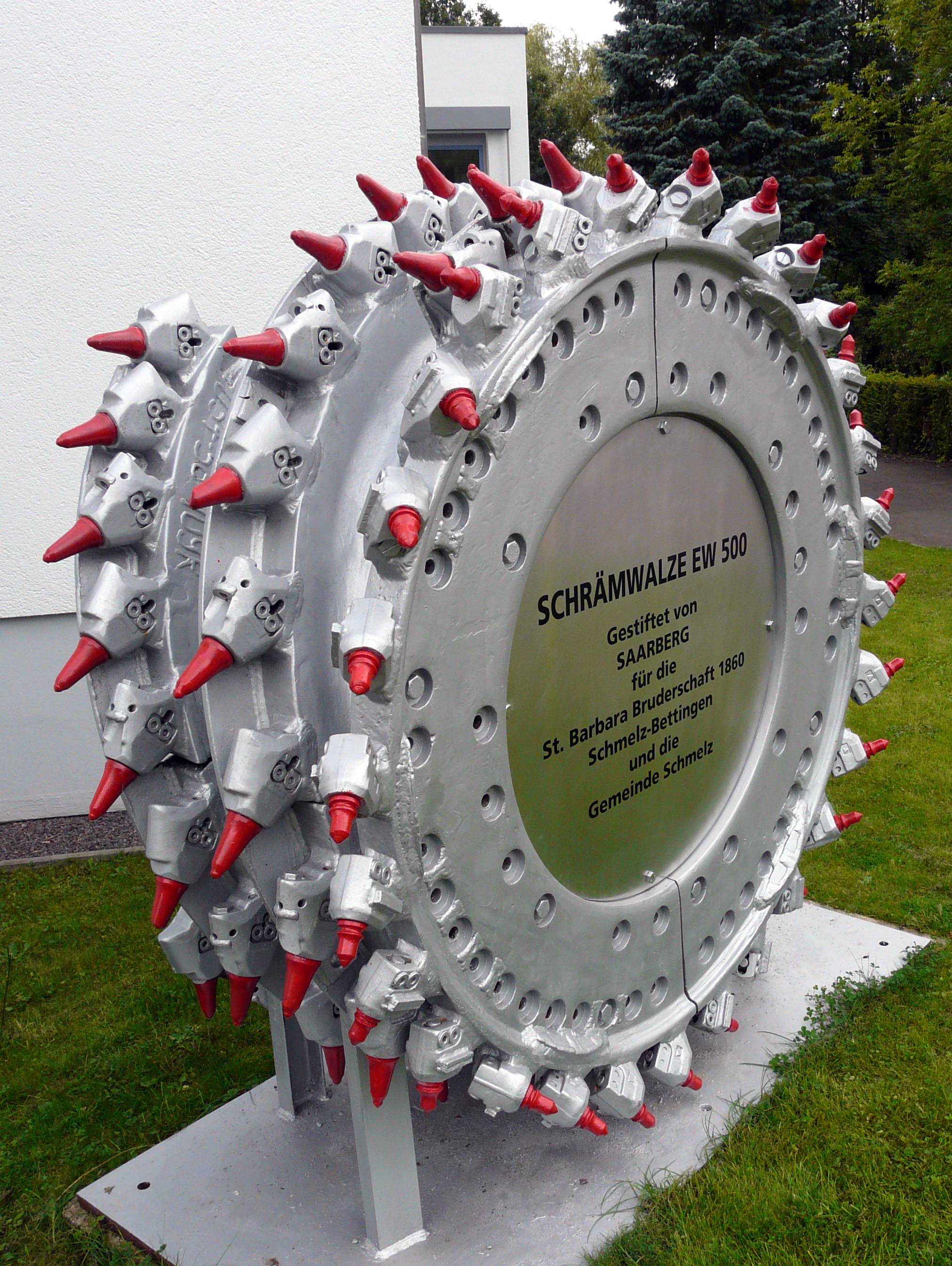
Schrämwalzendenkmal in Schmelz (Saar).

Als Walzenschrämlader oder kurz Walzenlader bezeichnet man im Steinkohlenbergbau eine Gewinnungsmaschine in einem Streb. Sie werden im Bergbau in der schneidenden Gewinnung eingesetzt. Der Walzenschrämlader hat eine mehr als 100-jährige Entwicklungsgeschichte. Durch den Einsatz von Walzenschrämladern ist eine vollmechanisierte Gewinnung möglich. Mit ihm können, insbesondere in der flachen Lagerung bei mächtigen Flözen (> 2 Meter Mächtigkeit), schnellere Abbaugeschwindigkeiten und somit größere Fördermengen erzielt werden als mit dem Kohlenhobel. Sie werden im Steinkohlenbergbau bei Flözmächtigkeiten ab 1,4 Meter bis zu 6,8 Metern eingesetzt. Neben dem Einsatz im Steinkohlenbergbau wurden Walzenschrämlader vereinzelt auch im Kalibergbau eingesetzt. Die gesamte elektrische Leistung eines modernen Walzenschrämladers kann bis zu 2100 Kilowatt, zum Teil auch darüber, betragen, wobei alleine die Einzelschneidleistung bei bis zu 750 Kilowatt liegt.

## Geschichte
Bereits im Jahr 1912 wurde ein britisches Patent auf eine Walzenschrämmaschine erteilt. Ein weiteres Patent folgte im Jahr 1929. Diese Patente wurden jedoch nicht in die Praxis umgesetzt, da darin eine Verbesserung zu einem Walzenschrämlader nicht vorgesehen war. Die erste Kohlengewinnungs- und Lademaschine wurde im Jahr 1925 von der Maschinenfabrik Knapp aus Wanne-Eickel gebaut. Kurze Zeit später wurde diese Maschine von der Firma Knapp mit einem Schrämrahmen ausgerüstet. Aufgrund ihrer technischen Unvollkommenheit brachte diese Maschine jedoch nicht den gewünschten Erfolg und die Bergbautreibenden verloren ihr Interesse daran. Im Jahr 1934 wurde der erste Schrämlader in Großbritannien benutzt. Diese Technik wurde im Laufe des 20. Jahrhunderts auch im deutschen Steinkohlenbergbau übernommen. Im deutschen Bergbau kam im Jahr 1938 eine Schrämmaschine zum Einsatz. Diese wurde auf der Zeche Rheinpreußen eingesetzt und war als Eiserne Bergmann bekannt. Fast zeitgleich mit dem Eisernen Bergmann wurden mehrere Gewinnungs- und Lademaschinen entwickelt. Alle diese Maschinen hatten als Basis eine Schrämkette und Löseaggregate, die die unterschrämte Kohle aus dem Verband lösten. Sie zogen auch eine Ladevorrichtung nach, die die Kohle in den Strebpanzer lud. Im Jahr 1942 wurde der Prototyp eines Schrämladers der Firma Eickhoff auf der Zeche Jacobi getestet. Diese Maschine war eine Kombination einer Kettenschrämmaschine mit einer höhenverstellbaren Stangenschrämmaschine und einem Querförderer. Die Maschine zog sich mit einer integrierten Seilwinde am Kohlenstoß entlang. Dabei wurde der Stoß von dem vorlaufenden Schrämarm unterschnitten. Das von der Schrämstange im Hangenden hereingewonnene Material rutschte über eine vorstehende Prallplatte in den Querförderer. Ob diese als „Eiserner Heinrich“ bezeichnete Maschine über den Prototypstatus hinauskam, ist nicht bekannt, weitere Einsätze als den auf der Zeche Jacobi sind ungewiss. Ab dem Beginn der 1950er Jahre kamen zunehmend neue Entwicklungen von Walzenschrämladern auf den Markt. So konstruierte die Firma Eickhoff einen ersten Walzenschrämlader, der auf der Grundidee der als Dauerwühler bekannten Kettenschrämmaschine mit mehreren Schrämketten basierte und mit Walzen statt Ketten ausgestattet war. Im Laufe der Jahre wurden mehrere technisch bedeutende Weiterentwicklungen, wie beispielsweise eine Funkfernbedienung für den Walzenschrämlader, eingeführt. Walzenschrämlader fanden ab Anfang der 1970er Jahre als Gewinnungsmaschinen bei der vollmechanischen schneidenden Gewinnung im Bergbau Verbreitung. Im Zeitraum 1975 bis 1992 stieg alleine im deutschen Steinkohlenbergbau der Anteil der Walzenladerbetriebe von etwa 20 Prozent auf annähernd 50 Prozent. Gegen Ende des 20. Jahrhunderts waren Walzenschrämlader so leistungsfähig geworden, dass mit ihnen bei einem Leistungsversuch mehr als dreimal soviel Kohlen gewonnen werden konnten als im normalen Durchschnitt.

## Entwicklungen
Der erste konventionelle Walzenschrämlader war mit nur einer starren Schrämwalze ausgestattet. Um die Maschine zu bewegen, war sie mit einer Seilwinde, über die eine durch den Streb hängende Kette bewegt wurde, ausgestattet. Später wurde die Maschine mit einer Kettenwinde bestückt. Allerdings führte dieses Prinzip des Öfteren zu sicherheitstechnischen Problemen. Aufgrund der damit verbundenen Unfallgefahren, war es erforderlich, ein anderes Vorschubsystem für den Walzenlader zu entwickeln und einzusetzen. Zunächst wurden Vorschubsysteme mit geführten Ketten entwickelt, wie z. B. das Rhinoride-System oder das Dynaride-System. Gegen Ende der 1970er Jahre wurde dann das Vorschubsystem Dynatrac eingeführt. Dieses wurde in den 1980er Jahren vom Triebstocksystem Eicotrack verdrängt. Für den Einsatz in mächtigen Flözen wurde er mit zusätzlichen Schneideeinrichtungen ausgerüstet. Diese Schneideeinrichtungen dienten dazu, die von der starren Walze unterschrämte Kohle zu zerteilen und hereinzugewinnen. So fungierte ein angehängter Kastenräumer als zusätzliche Schneideinrichtung; bei späteren Modellen wurde er durch einen angehängten Portalräumer ersetzt. Zudem wurden die Maschinen später auch mit zusätzlichen Räumeinrichtungen wie Räumschilden ausgestattet. Bei diesen Maschinentypen war die einseitige Arbeitsweise nachteilig, die es erforderlich machte, zusätzlich zur Gewinnungsfahrt eine Räumfahrt einzulegen. Dadurch ging Gewinnungszeit verloren. Außerdem konnte bei Einzelstempelausbau der Ausbau erst nach der Räumfahrt eingebracht werden, was sich wiederum nachteilig auf das Hangende auswirkte. Eine weitere Modifikation war, dass am Walzenschrämlader mit starrer Walze ein Räumhobel angebracht wurde. Dieser diente als zweite Gewinnungseinrichtung, wodurch die Kohle in beiden Fahrtrichtungen des Walzenschrämladers abgetragen werden konnte. In einem Walzenschnitt wurde so Oberkohle bis zum Hangenden mit der Schrämwalze und die Unterkohle bis zum Liegenden mit dem Hobel hereingewonnen. Die Räumfahrt konnte dadurch entfallen und der Strebausbau zeitnah eingebracht werden. Weitere Veränderungen waren Walzenschrämlader mit zwei schwenkbaren Walzen. Zunächst wurden innenliegende Schwenkwalzen, später mit außenliegenden Schwenkwalzen verwendet. Eine weitere Entwicklung waren sensorgesteuerte Walzenschrämlader, die unter Mithilfe von Sensoren die Grenze zwischen Kohle und Gestein erkennen können. Gegen Ende des 20. Jahrhunderts wurden Walzenlader mit höheren Marschgeschwindigkeiten und einem größeren Portalausschnitt im Bergbau eingesetzt, was einen größeren Abbaufortschritt zufolge hatte.

## Aufbau
Ein Walzenlader besteht aus einem Maschinenschlitten mit eingebautem elektrischem Antrieb, dem Schrämmotor für die Schrämwalzen und dem Vortrieb. Die Schrämwinde wird hydraulisch betrieben und über ein Kettenrad mittels Ketten angetrieben. Der Walzenschrämlader lässt sich auch hin- und herbewegen, ohne dass sich die Schrämwalze dreht. Bei modernen Walzenschrämladern befinden sich die Schrämwalzen an den Enden der Tragarme, die an beiden Enden des Getriebegehäuses beweglich angeflanscht sind. Die Walzentragarme enthalten eine Zahnräderkaskade zur Kraftübertragung auf ein Planetengetriebe. Durch das Planetengetriebe wird die Schrämwalze angetrieben. Die Höhenverstellung des Walzentragarmes erfolgt über Hydraulikzylinder. Es gibt aber auch Walzenschrämlader, bei denen die Antriebsmotoren für die Schrämwalze in den Walzentragarm integriert sind. Als Motoren werden wassergekühlte Drehstrommotoren mit einer Leistung von bis zu 230 Kilowatt eingesetzt. Der Vortrieb der Maschine erfolgt ebenfalls über einen eigenen Elektromotor, der über ein Getriebe auf die am Panzerförderer befindliche Triebstockverzahnung wirkt. Hier kommen Gleichstrom-Nebenschlussmotoren zum Einsatz. Die Motoren sind ebenfalls wassergekühlt und haben eine Leistung von bis zu 25 Kilowatt. Es gibt auch Maschinen, bei denen Drehstrommotoren mit Umrichter verwendet werden. Die Marschgeschwindigkeit der Maschine liegt je nach Typ bei bis zu 650 Metern pro Stunde. Das Gewicht eines Walzenschrämladers beträgt zwischen 40 und 110 Tonnen. Die elektrische Versorgung erfolgt über ein Schleppkabel, dieses wird zusammen mit dem Wasserversorgungsschlauch in einer Kabelschleppkette seitlich am Förderer geführt. Zum Schutz vor gefährlichen Berührungsspannungen ist der Walzenlader mit einer Isolationsüberwachung- und Erdschlusssucheinrichtung für Drehstromanlagen ausgestattet. Zur Steuerung der Maschine werden speicherprogrammierbare Steuerungen verwendet. Um Grenzschichten zum Hangenden zu erkennen, sind moderne Walzenlader mit zwei Infrarotkameras ausgestattet, die Einlagerungsschichten erkennen können. Die elektrischen Steuerungen der Walze sind entsprechend den EX-Schutz Bestimmungen in druckfesten Energieverteilungen eingebaut. Sämtliche Steuerungen und die Hydraulik befinden sich im allseitig geschlossenen Gehäuse des Walzenschrämladers. Zur Bekämpfung von Staubentwicklung sind moderne Walzenlader mit einer Bedüsungseinrichtung ausgestattet, die es ermöglicht, den beim Schneidvorgang entstehenden Kohlenstaub mittels Wassernebel weitestgehend zu binden und somit niederzuschlagen.

## Betrieb
Im Betrieb fährt die Maschine im bis zu 450 Meter langen Streb hin und her. Dabei wird der Walzenschrämlader zwischen Hauptantrieb und Hilfsantrieb hin- und hergefahren, während gleichzeitig die Kette des Kettenkratzförderers im Obertrum in Richtung Hauptantrieb bewegt wird. An den Strebenden wird die Fahrtrichtung geändert, was eine Verringerung der Marschgeschwindigkeit zufolge hat. Durch die Walzen wird der Kohlenstoß über die gesamte Abbauhöhe angegriffen. Durch Rotation des Walzenkörpers bohrt sich die Schrämwalze mehrere Dezimeter in die Lagerstätte hinein. Der Bergmann unterscheidet dabei die beiden Schneidzustände Walze schneidet in Kohle und Walze schneidet in Nebengestein. Im Optimalfall schneidet die sich jeweils am vorderen Ende der Maschine befindliche Schneidwalze aus dem Hangenden des Flözes einen Kohlenstreifen heraus, während die nacheilende Walze das Liegende hereingewinnt. Pro Arbeitsgang kann so bis zu ein Meter Kohleflöz abgebaut werden. Der Antrieb zur Vertikalbewegung erfolgt über elektrisch angetriebene Zahnräder, die in eine am Kettenförderer montierte Zahnstange (Triebstock) eingreifen. Der entstehende Kohlenstaub wird durch Wasser niedergeschlagen, das über Düsen an den Walzentragarmen und den Schneidwalzen versprüht wird. Die hereingewonnene Kohle fällt auf den Kettenförderer, der dann die Kohle zum Förderband in der Fußstrecke transportiert. Die installierte elektrische Leistung eines Walzenschrämladers kann bis zu 500 Kilowatt betragen, wegen des großen Arbeitsweges wird die Maschine im Normalfall über eine Fernsteuerung bedient. Um das Bedienpersonal aus der Gefährdungszone herauszuhalten, werden moderne Walzenschrämlader seit Anfang des 21. Jahrhunderts zunehmend vollautomatisiert und von einer übertägigen Leitwarte bedient. Im Gegensatz zum Kohlenhobel wird der Walzenlader meist in Flözen größerer Mächtigkeit von bis zu 6,8 Metern eingesetzt. Je nach Walzenlader-Schnittverfahren fahren moderne Walzenschrämlader mit einer Marschgeschwindigkeit von 45 Metern pro Minute. Die marktführenden Hersteller von Walzenladern sind die Gebr. Eickhoff Maschinenfabrik und Eisengießerei in Bochum und Caterpillar (nach der Übernahme der Firma Bucyrus International), in der zuvor die Deutsche Bergbau Technik (DBT) (ehemals Gewerkschaft Eisenhütte Westfalia) in Lünen aufgegangen war.